# Martina Kušnírová (archeoložka)
Martina Kušnírová (3. dubna 1990 Gregorovce – 21. února 2018 Veľká Mača) byla slovenská archeoložka. Ve středu dne 21. února 2018 byla spolu se svým snoubencem, investigativním novinářem Jánem Kuciakem, úkladně zavražděna Miroslavem Marčekem, přičemž motiv vraždy zřejmě souvisel s Kuciakovou profesí investigativní žurnalistiky.

## Život
Středoškolské studium absolvovala na řeckokatolickém Gymnáziu Pavla Gojdiče v Prešově. V roce 2014 absolvovala vysokoškolské studium v oboru archeologie na Katedře archeologie Filosofické fakulty Univerzity Konstantina Filozofa v Nitře. Ve své bakalářské práci se zabývala symbolikou zvířat v neolitu, tedy v období prvních rolníků na území dnešního Slovenska. Ve své diplomové práci psala o pravěkém osídlení údolí řeky Nitry.
Následně pracovala v soukromé archeologické společnosti ACANTHA ARCHEOLOGY, s.r.o. se sídlem v Lučenci. Zasnoubila se s Jánem Kuciakem a na rok 2018 plánovali svatbu. V červenci 2017 si koupili rodinný dům ve Veľké Mači, kde měl Ján Kuciak trvalé a Martina Kušnírová přechodné bydliště.

## Vyznamenání
- Státní cena Alexandra Dubčeka in memoriam (2022)[10]